# Elżbieta Teresa Lotaryńska
Elżbieta Teresa Lotaryńska (ur. 15 października 1711 w Lunéville, zm. 3 lipca 1741 w Turynie) – księżniczka Lotaryngii, królowa Sardynii.

## Życiorys
Urodziła się jako siódma córka (jedenaste spośród trzynaściorga dzieci) księcia Lotaryngii Leopolda I Józefa oraz jego żony księżnej Elżbiety Charlotty. Jej starszym bratem był późniejszy cesarz rzymsko-niemiecki Franciszek I.
1 kwietnia 1737 w Turynie poślubiła swojego brata ciotecznego, dwukrotnie owdowiałego – króla Sardynii Karola Emanuela III, zostając jego trzecią żoną. Para troje miała dzieci:
- księcia Karola (1738–1745),
- księżniczkę Wiktorię (1740–1742),
- księcia Benedykta (1741–1808)